# Razdel Point
Der Razdel Point (englisch; bulgarisch нос Раздел nos Rasdel) ist eine vereiste Landspitze an der Südostküste von Smith Island im Archipel der Südlichen Shetlandinseln. Sie liegt 5,26 km nordöstlich des Sredets Point, 4,1 km südöstlich des Mount Pisgah und Trennt die Einfahrt zur Zapalnya Cove im Nordosten von derjenigen zur Nikolov Cove im Südwesten.
Bulgarische Wissenschaftler kartierten sie 2009. Die bulgarische Kommission für Antarktische Geographische Namen benannte sie 2015 nach Ortschaften im Nordosten und Südosten Bulgariens.